# بيتر كولينز (سياسي)
بيتر كولينز (بالإنجليزية: Peter Collins)‏ هو سياسي أسترالي، ولد في 7 أكتوبر 1941. حزبياً، نشط في الحزب الليبرالي الأسترالي. وقد انتخب عضو الجمعية التشريعية فيكتوريا.